# گلن مورگن
گلن مورگن (انگلیسی: Glen Morgan) یک کارگردان، فیلم‌نامه‌نویس، و تهیه‌کننده اهل ایالات متحده آمریکا است.

## فیلمشناسی
- کریسمس سیاه